# 鐵色克隆X
鐵色克隆X（日语：鉄色クローンX），由吉他手馬蒂·弗里德曼與閃靈樂團主唱Freddy於2012年組成，並於2012年12月5日由艾迴唱片在日本與台灣發行首張同名專輯，收錄十首翻唱日本偶像少女團體桃色幸運草Z的歌曲。並登上日本Amarzon流行音樂排行榜季軍。 2014年三月發行了第二張專輯「LOUDER THAN YOUR MOTHER」，收錄包括翻唱謝金燕的歌曲一級棒，以及日本電玩KRITIKA同名主題曲。

## 作品列表
錄音室專輯列表：

### 2012《鐵色克隆X》收錄曲
-{
1. Overture 〜鉄色クローンX参上!!〜
2. Z伝説 〜終わりなき革命〜
3. ピンキージョーンズ
4. 労働賛歌
5. Chai Maxx
6. 全力少女
7. ミライボウル
8. オレンジノート
9. 行動吧！怪盜少女
10. 猛烈宇宙交響曲・第七楽章『無限の愛』 〜introduction〜
11. 猛烈宇宙交響曲・第七楽章『無限の愛』
12. Z伝説 ～終わりなき革命～（inst ver.）
13. 猛烈宇宙交響曲・第七楽章『無限の愛』（inst ver.）

CD EXTRA：Z伝説 〜終わりなき革命〜MUSIC VIDEO
}-

## 成員列表
- 馬蒂·弗里德曼（Marty Friedman） – 吉他手
- Freddy Lim – 主唱

## 外部連結
- 官方網站 （页面存档备份，存于）